# デル・ノルテ国際空港
デル・ノルテ国際空港(デル・ノルテ国際空港、スペイン語:Aeropuerto Internacional del Norte, 英語:Monterrey-Del Norte International Airport)は、メキシコのヌエボ・レオン州アポダカにある国際空港。

## 概要
この空港はモンテレー首都圏の第二空港として機能し、飛行訓練、業務、一般航空活動を行うほか、研究施設や軍事施設も備えている。この空港は北部航空複合施設によって運営されており、定期旅客便は運航されていない。商業便が発着する最寄りの空港は、デルノルテ空港の南西 16 キロメートル (9.9 マイル) に位置するモンテレイ国際空港である。

## 歴史
モンテレーへの航空サービスの需要を満たすために1940年代にアメリカン航空によって設立されたデルノルテ空港は、この地域の初期の航空において重要な役割を果たした。しかし、到着手続きに関するさまざまな事件や機能強化の必要性から、1971年にモンテレー国際空港を建設することが決定された。このような変遷にもかかわらず、デルノルテの歴史の名残は、いくつかの格納庫内で発見された古いアメリカン航空の手紙など、目に見える遺物の形で残っている。

## 設備
空港は海抜448メートル (1,470フィート)の標高に位置し2本のアスファルト滑走路を備えている。滑走路 02/20はILS/DME付きで2,011メートル(6,598フィート)、滑走路11/29 は1,538 メートル (5,046フィート) の長さがある。空港には123の格納庫、管制塔、チャーター便や商業便の発着設備を備えた小さなターミナル、一般航空用の複数の駐機場がある。この空港では、約200人の職員が働いている。施設には約300機の航空機が収容されており、2,000人を超える人々が直接的または間接的にこの場所で働いている。電気工学航空サービスに加え、この空港にはヌエボ・レオン自治大学の機械・電気工学部の重要な一部である航空工学イノベーション研究センターがある。
第 14 空軍基地 (スペイン語: Base Aérea Militar No. 14 Apodaca, Nuevo León) (B.A.M. 14) は空港敷地内にある。セスナ 182 とセスナ 206 を運用する第 108 飛行隊、およびベル 206 とベル 212 を運用する第 102 飛行隊の本部でもある。基地には 22,350 平方メートル (240,600 平方フィート) の駐機場、格納庫、空軍人用の宿泊施設が備わっている。